# Ophiorrhiza longii
Ophiorrhiza longii là một loài thực vật có hoa trong họ Thiến thảo. Loài này được J.R.I.Wood mô tả khoa học đầu tiên năm 1996.